# ایکو ایشیباشی
ایکو ایشیباشی (انگلیسی: Eiko Ishibashi) موسیقی‌دان و خواننده-ترانه‌پرداز ژاپنی است.